# Rasa de Campoo

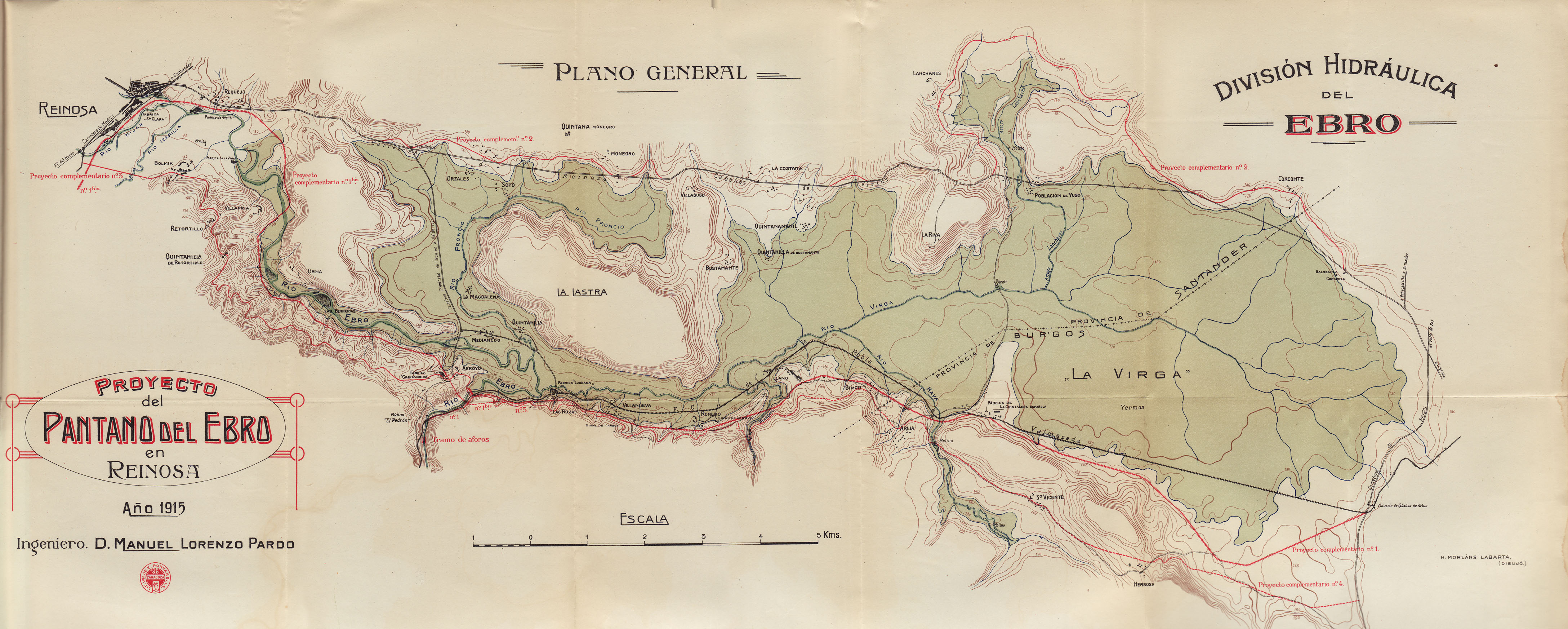
Plano de 1915 del Proyecto del Pantano del Ebro y su zona de influencia, obra de Manuel Lorenzo Pardo. Se aprecia la llanada del río Virga a la derecha.

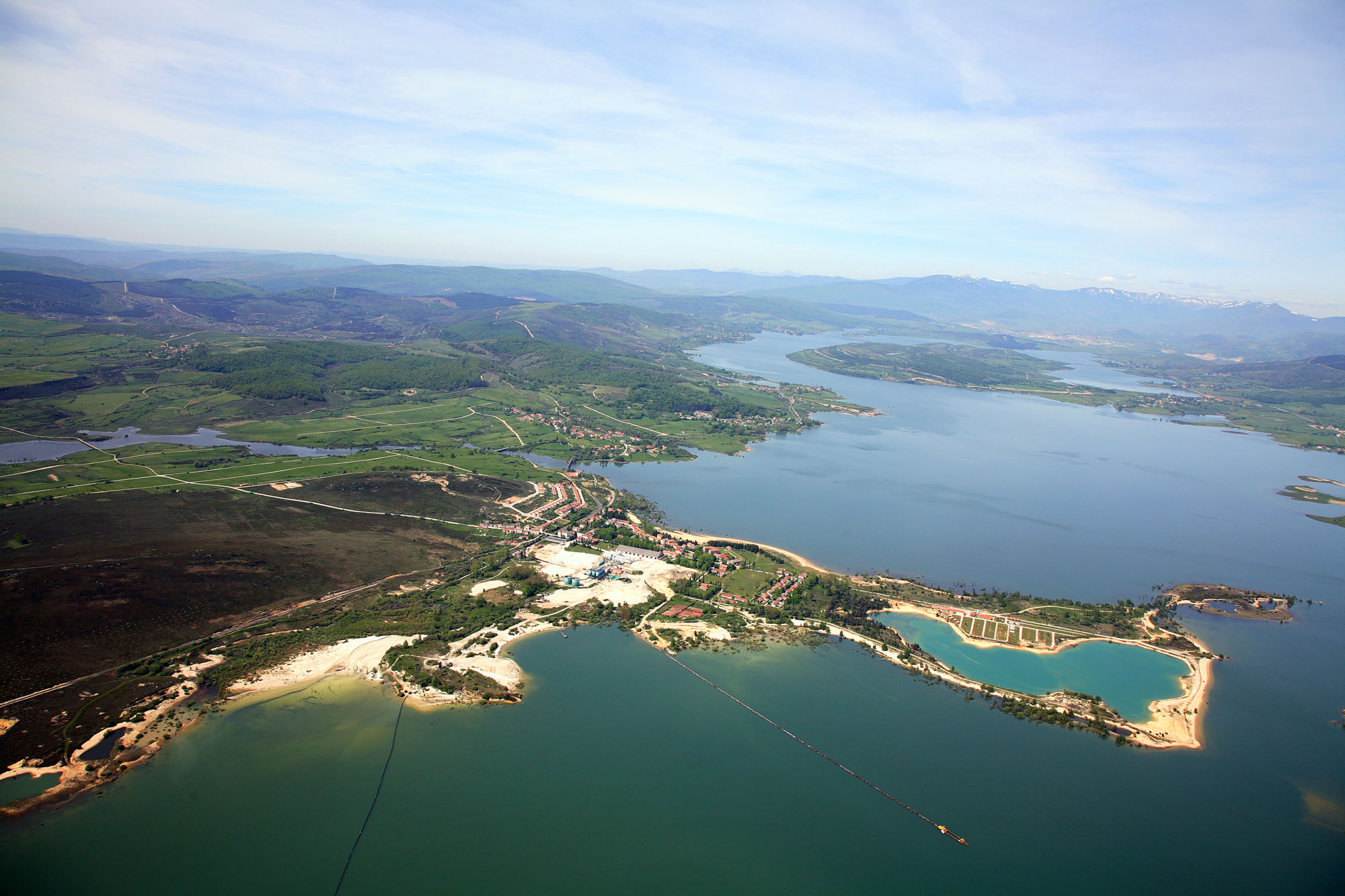
Vista aérea de Arija y del embalse del Ebro. A pesar de las aguas, aún es posible intuir la gran llanura de La Rasa.

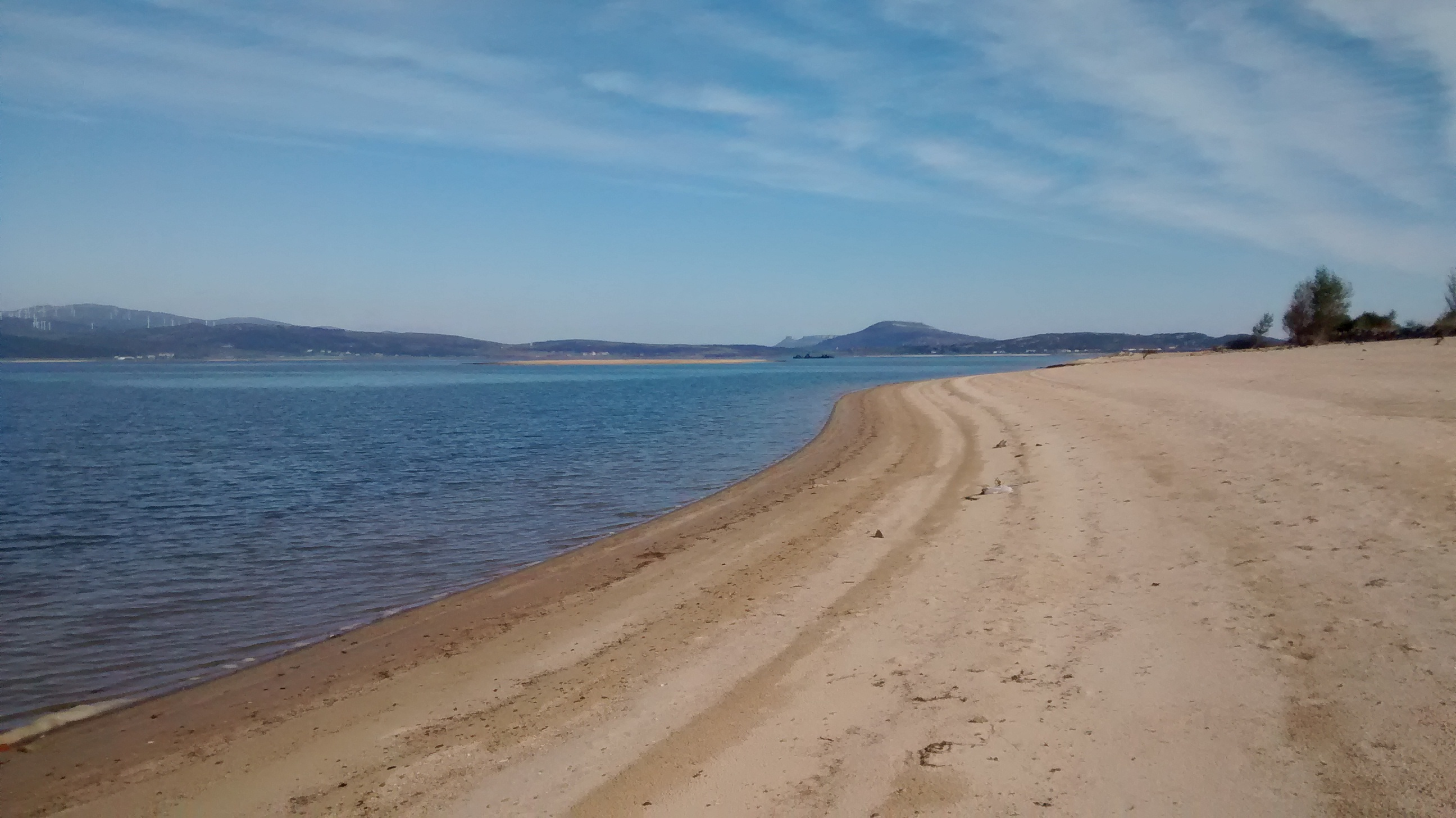
Arenales en la zona sur del pantano del Ebro.

La rasa de Campoo, conocida popularmente como La Rasa, era la vega que conformaban la confluencia de los ríos Ebro y Virga y que se sitúa entre la comarca cántabra de Campoo-Los Valles y la burgalesa de Las Merindades, en España. Esta fértil vega desapareció casi por completo bajo las aguas del Embalse del Ebro cuando este se inauguró en el año 1952.
El término rasa hace precisamente referencia a la geografía plana y lisa que formaron las vegas de estos ríos, especialmente entre los municipios cántabros de Campoo de Yuso y Las Rozas de Valdearroyo. Las fértiles praderas fueron popularmente denominadas como la Pampa campurriana.  
La zona de la rasa vivió una temprana industrialización, gracias sobre todo a la minería y a la extracción de arena para la fabricación de vidrio. Esta industria fue especialmente importante en la localidad cántabra de Arroyo y en la burgalesa de Arija.
La inundación del pantano acabó con esta vega, con gran parte de la industria y eliminó las tierras de pastos y de labor agraria que daban sustento a los pueblos de la comarca. Los tres pueblos que se encontraban en la parte más baja de la vega fueron sumergidos totalmente; fueron los de Medianedo, Quintanilla de Bustamante y La Magdalena. Otros muchos fueron inundados parcialmente y tuvieron que ser reconstruidos a orilla del embalse.
Un dicho popular en la zona dice lo siguiente sobre la Rasa, haciendo probablemente referencia a la pobreza de las cosechas de cereal en una zona de clima difícil, acentuado en la zona más alta de Campoo: "Si vas a La Rasa lleva pan de casa, y si vas a Campoo por sí o por no".